# Ziektevatbaarheid
De (ziekte)vatbaarheid is het risico dat een vatbaar organisme besmet wordt bij blootstelling aan een ziekteverwekker.

## Mens
Vatbare personen hebben geen immuunafweer, omdat ze nog geen contact hadden met de ziekteverwekker of het overeenkomstig vaccin. 
Borelingen kunnen gedurende de eerste maanden na hun geboorte nog profiteren van de maternale immuniteit en zijn dan dus niet vatbaar. Serumtherapie heeft hetzelfde kortdurende beschermende effect. Daarnaast hebben sommige personen een betere aangeboren afweer tegen een ziekte.
De proportie vatbare personen in een populatie wordt meestal weergegeven door S (susceptibles). Deze parameter is door de bovenvermelde problemen moeilijk te bepalen. In sommige gevallen (rechthoekige bevolkingspiramide zoals in industrielanden) kan hij op deze manier benaderd worden: 
{\displaystyle {S}={\frac {A}{L}}}
Met A de gemiddelde leeftijd waarop de ziekte opgelopen wordt en L de gemiddelde levensverwachting. 

## Andere organismen
Een organisme kan vatbaar of resistent zijn voor een ziekteverwekker. Ook kan een organisme drager zijn zonder ziekteverschijnselen.